# Nemoura brevicauda
Nemoura brevicauda är en bäcksländeart som beskrevs av Peter Zwick 1980. Nemoura brevicauda ingår i släktet Nemoura och familjen kryssbäcksländor. Inga underarter finns listade i Catalogue of Life.